# Màxim rendiment
"Màxim rendiment" (títol original en anglès "Peak Performance") és el vint-i-unè i penúltim episodi de la segona temporada de la sèrie de televisió de ciència-ficció estatunidenca Star Trek: La nova generació, i el 47è de tota la sèrie, que es va emetre originalment el 10 de juliol de 1989, en redifusió als Estats Units. El guió fou escrit per David Kemper i va ser dirigit per Robert Scheerer.
Ambientada al segle XXIV, la sèrie segueix les aventures de la tripulació de la nau de la Flota Estel·lar de la Federació Enterprise-D. En aquest episodi, mentre que enmig d'un exercici de joc de guerra, s'hi introdueix un rondador ferengi.

## Argument
L' Enterprise, sota el comandament del capità Jean-Luc Picard, rep l'ordre del comandament de la Flota Estel·lar de participar en exercicis de combat simulats per preparar-se per a l'amenaça Borg. Un reconegut estratega de Zakdorn anomenat Sirna Kolrami (Roy Brocksmith) és enviat com a observador i mediador de l'exercici. El comandant Riker desafia Kolrami a un joc de Strategema, sabent que no té cap possibilitat de guanyar, només per l'honor d'interpretar un gran mestre. La Doctora Pulaski empeny Data per desafiar l'arrogant Kolrami, suposant que Kolrami no serà rival per als reflexos androides i la capacitat computacional de Data. Quan els dos juguen més tard, Data també és fortament derrotat, el que fa que es convenci que està funcionant malament i es retira del seu deure.
L'exercici de combat enfronta l' Enterprise amb una nau de la Federació retirada de 80 anys U.S.S. Hathaway, que està en òrbita al voltant d'un planeta proper. Picard ha de comandar l' Enterprise, mentre que Riker ha d'escollir una tripulació per al Hathaway. Riker recluta l'enginyer en cap Geordi La Forge, tinent Worf i l'alferes en funcions Wesley Crusher com el seu personal superior, i l'equip comença els seus esforços per restaurar l'antiga nau en condicions de funcionament. La Hathaway és fàcilment superada per l' Enterprise, i no té antimatèria, cosa que fa que la velocitat de curvatura sigui impossible. Wesley torna a l' Enterprise amb falsos pretexts i agafa subreptíciament un experiment escolar que conté una petita quantitat d'antimatèria per la Hathaway, la qual cosa els permetria un esclat de curvatura molt curt, encara que no estan segurs si funcionarà.
Pulaski i Troi són incapaces de persuadir a Data que no està funcionant malament, però Picard li recorda el seu deure i li aconsella "És possible no cometre errors i encara perdre. Això no és una debilitat; això és la vida". Data recupera la confiança i torna al pont.
Quan comença la batalla, Worf accedeix als sensors de l' Enterprise, generant una imatge falsa d'una nau de guerra romulana atacant, i mentre l' Enterprise es distreu, la Hathaway aconsegueix els primers cops. Kolrami, que inicialment va menysprear l'habilitat d'en Riker, està impressionat. L' Enterprise es reagrupa i es prepara per atacar la Hathaway quan els sensors informen d'un altre vaixell intrús: un rondador ferengi. Picard s'adona massa tard que aquesta nau no és un truc de sensors, i l'atac dels ferengi deixa els fasers de l' Enterprise bloquejats en mode de simulació i sense poder tornar el foc.
El comandant ferengi, DaiMon Bractor (Armin Shimerman), desconeix els jocs de guerra i sospita del comportament de les dues naus de la Federació, concloent que la Hathaway ha de ser valuosa, i exigeix que Picard li lliuri. Picard i Riker elaboren un pla arriscat, on l' Enterprise dispara torpedes de fotons  contra la Hathaway, que fa servir el seu curt esclat de curvatra per saltar a un lloc segur un instant abans que els torpedes detonin. Els ferengi, creient que el seu premi ha estat destruït, dirigeixen la seva atenció a l' Enterprise, però Worf enganya els seus sensors perquè detectin una altra nau de la Federació que s'acosta, i els ferengi fugen.
Un cop acabats els jocs de guerra, Data desafia a Kolrami a una represa de Strategema. Aquesta vegada, Data és capaç de controlar Kolrami; Kolrami es va frustrant cada cop més a mesura que avança el partit, i finalment deixa caure els controls amb fàstic i s'allunya. Data explica que va alterar la seva estratègia, renunciant a les oportunitats d'avenç per mantenir un estancament, que creu que podria haver mantingut indefinidament. Inicialment considera el resultat com un empat, però després de l'impuls de Pulaski, admet el seu èxit.

## Repartiment i doblatge al català
La sèrie va ser doblada al català pels estudis Tramontana (primera part) i Soundtrack (segona part) i emesa a TV3 l’any 1991. Els dobladors de l'episodi foren:
| Personatge             | Actor/actriu    | Veu en català    |
| ---------------------- | --------------- | ---------------- |
| Jean-Luc Picard        | Patrick Stewart | Joan Crosas      |
| William Riker          | Jonathan Frakes | Antoni Forteza   |
| Data                   | Brent Spinner   | Joaquim Sota     |
| Geordi La Forge        | LeVar Burton    | Aleix Estadella  |
| Worf                   | Michael Dorn    | Enric Arquimbau  |
| Katherine Pulaski      | Diana Muldaur   | Núria Cugat      |
| Deanna Troi            | Marina Sirtis   | Victòria Pagès   |
| Wesley Crusher         | Will Wheaton    | Roger Pera       |
| Sirna Kolrami          | Roy Brocksmith  | Fèlix Benito     |
| DaiMon Bractor         | Armin Shimerman | Manel Català     |
| Alferes Burke          | Glenn Morshower | Joan Pera        |
| Oficial tàctic ferengi | David L. Lander | Xavier Fernández |

## Producció
Aquest episodi destaca per incloure seqüències d'efectes especials amb una nau estel·lar classe Constel·lació a l'espai exterior. Aquest disseny es va utilitzar anteriorment al programa a l'episodi de la primera temporada "La batalla" i apareix en diversos altres episodis.

## Recepció
A la seva emissió original, l'episodi va ser vist pel 9,4% de les llars nord-americanes, segons estima la puntuació de Nielsen.
Zack Handlen de The A.V. Club va donar a l'episodi una B+, anomenant-lo una "entrada sòlida" que permet "s gairebé tots els personatges principals un moment de glória.
Keith R.A. DeCandido de Tor.com va puntuar l'episodi 7 sobre 10. Va elogiar el desenvolupament de la trama, l'excel·lent diàleg, els actors convidats i la companyonia entre els membres de la tripulació de l'Enterprise i la Hathaway. DeCandido va criticar nombrosos forats lògics al final de l'episodi, que, tanmateix, només obscureixen lleugerament la impressió general. Hauria estat un excel·lent final de temporada per a ell.
El juny de 2019, ScreenRant va classificar "Màxim rendiment" com el vuitè millor episodi de tots els Star Trek fins aleshores. ScreenRant assenyala que Riker està al comandament d'una nau espacial de dècades d'antiguitat anomenada Hathaway i s'ha d'enfrontar al capità Picard a l' Enterprise 1701D, amb un dels temes que és el lideratge. TApunten que té una famosa frase del capità Picard: "És possible no cometre errors i encara perdre."
El 2020, ScreenRant va tornar a classificar "Màxim rendiment", aquesta vegada el 13è millor episodi de tots els episodis de televisió de la franquícia de Star Trek.